# Азовская щиповка
Азовская щиповка, или южнорусская щиповка, (лат. Cobitis tanaitica) — лучепёрая рыба семейства вьюновых. В мировой литературе широко известна под латинским названием Cobitis tanaitica, однако русские специалисты по данной группе рыб Е. Д. Васильева и В. П. Васильев считают  название Cobitis taenia tanaitica, данное Бэческу  и Майром (Bacescu & Mayer, 1969), nomen nudum и поэтому непригодным. В 1998 году Васильевыми дано новое название для этой формы — Cobitis rossomeridionalis. 

## Описание
Длина тела до 6 см. Имеет типичное для представителей рода окраску с 4 зонами (полосами), из которых вторая зона является относительно широкой и хорошо отделенной от смежных, а последняя (нижняя) характеризуется большими и четкими темными пятнами.

## Ареал
Распространение вида: бассейн северной и западной частей Чёрного моря (от Дуная до бассейна Kубани), возможно ещё и в части бассейна Балтийского моря (бассейны Bислы, Одра).

## Биология
Пресноводная речная донная рыба, которая обитает в местах с проточной чистой водой, преимущественно в дополнительной системе рек, в притоках, водохранилищах, не избегает стоячей воды, выдерживает значительное загрязнение воды. Предпочитает участки с умеренным течением и песчаным, песчано-илистым или заиленным каменистым грунтом, где держится в одиночку или по 2-3 особи в одном месте на мелководьях, на глубинах 10-50 см, изредка до 1,5 м. Обычно закапывается в грунт или прячется среди камней или под них, в кусочки дерна, среди разреженной растительности и т. п. Половой зрелости достигает на 2-3-м годах жизни при длине тела 5,5-6 см. Размножение с апреля по июнь, возможно, и до конца июля. Самка откладывает до 2,7 тысяч икринок. Нерест порционный, начинается при температуре воды не ниже 16 °С, происходит в прибрежной зоне. Икра клейкая, откладывается на растительность или скопления зелёных водорослей. При температуре воды 17,5 °С выклев личинок происходит на пятые сутки после оплодотворения. Питается детритом, водорослями, планктоном (коловратки, ракообразными и т. д.) и бентосом (червями, мелкими моллюсками, личинками насекомых и т. п.)..